# Kłynowe (obwód chmielnicki)
Kłynowe (ukr. Клинове) – wieś na Ukrainie, w obwodzie chmielnickim, w rejonie chmielnickim, w hromadzie Gródek. W 2001 liczyła 2364 mieszkańców, spośród których 2355 wskazało jako ojczysty język ukraiński, a 9 rosyjski.